# Ratusz w Płocku
Ratusz w Płocku – znajduje się na Starym Rynku pod numerem 1. Jest jednym z najokazalszych gmachów Starego Miasta.

## Historia
Pierwszy ratusz w Płocku mieścił się od pocz. XV wieku na środku rynku i został rozebrany na początku XIX wieku. Reprezentował styl gotycki.
Istniejący klasycystyczny, dwupiętrowy ratusz został wybudowany w latach 1824-1827, według projektu Jakuba Kubickiego – architekta rządowego i ucznia Dominika Merliniego (któremu czasem jest przypisywane autorstwo projektu). Budynek był kilkukrotnie rozbudowywany i przebudowywany, m.in. w 1837, kiedy to dodano wieżyczkę, w II poł. XIX w. i w 1930, kiedy to zespolono z ratuszem sąsiednie kamienice, w tym budynek Adama Jędrzejowicza. Zajmuje całą północno-zachodnią pierzeję placu.
23 września 1831 w Sali Sejmowej na piętrze odbyło się ostatnie posiedzenie Rządu Narodowego i powstańczego Sejmu Królestwa Polskiego. Wśród uczestników obrad znajdowali się generał Józef Bem i historyk Joachim Lelewel.
Od 1962 roku płocki ratusz figuruje w rejestrze zabytków Narodowego Instytutu Dziedzictwa. W 1998 przed ratuszem wybudowano fontannę.

## Architektura
Ratusz liczy trzy kondygnacje i jest jednym z największych budynków miejskich na Mazowszu. Najstarsza, środkowa część fasady jest ozdobiona kolumnami jońskimi i herbem Płocka. Nad wejściem znajduje się balkon, nad którym umieszczono fryz i tympanon z herbem Płocka. Najwyższym elementem budynku jest ośmioboczna, obita blachą wieża z zegarem, dobudowana w 1837.

## Hejnał
Z wieży Ratusza, codziennie o godz. 12:00 i 18:00, grany jest hejnał Płocka, a wykonuje go strażnik miejski. Autorem hejnału jest ks. Kazimierz Starościński, profesor śpiewu w Wyższym Seminarium Duchownym w Płocku. Atrakcją są też ruchome rzeźby Władysława Hermana i Bolesława Krzywoustego w scenie pasowania na rycerza.